# Hnidošice
Hnidošice – zaniklá ves „u Hloubětína“ na území Prahy zmiňovaná v písemnostech poprvé v roce 1235 jako dar královny vdovy Konstancie (1180–1240) špitálu sv. Františka s červenou hvězdou. 
Na počátku husitské revoluce zabrali hloubětínský statek s Hnidošicemi a Humencem dočasně pražané. Hnidošice pravděpodobně v průběhu 15. století zanikly.